# 레베르 유전성 시신경병증
레베르 유전성 시신경병증(영어: Leber's hereditary optic neuropathy, LHON)은 망막 신경절 세포(RGC) 및 축삭돌기의 미토콘드리아 유전(모체로부터 자손으로 전달) 변성으로, 급성 또는 아급성 중심 시력 상실을 초래한다. 이것은 주로 젊은 성인 남성에게 영향을 미친다. 레베르 유전성 신경병증은 주로 미토콘드리아(핵이 아님) 게놈의 돌연변이로 인해 어머니를 통해서만 전달되며, 배아의 미토콘드리아는 난자로부터만 유래된 것이다. 남성은 자손에게 이 질병을 물려줄 수 없다.

## 같이 보기
- 망막 신경절 세포
- 미토콘드리아 질병

## 더 읽을거리
- 레베르 유전성 시신경병증 - 미국 국립 의학 도서관
- Kerrison JB, Newman NJ (1997). “Clinical spectrum of Leber's hereditary optic neuropathy” (IFOND reprints). 《Clin. Neurosci.》 4 (5): 295–301. PMID 9292259.
- Carelli V, Ross-Cisneros FN, Sadun AA (January 2004). “Mitochondrial dysfunction as a cause of optic neuropathies”. 《Prog Retin Eye Res》 23 (1): 53–89. doi:10.1016/j.preteyeres.2003.10.003. PMID 14766317. S2CID 15862778.